# シークレット (映画)
『シークレット』（原題：시크릿）は、2009年の韓国のスリラー映画。
ユン・ジェグが監督を務めた。

## あらすじ
ソウル警察の殺人課に所属する刑事のキム・ソンヨルは、1年前、同僚の妻と不倫関係にあり、その不倫相手と会った帰りに酒に酔って娘を交通事故で死なせてしまっていた。罪悪感にさいなまれながらも、あの日何が起こったのかを説明できないでいる彼は、妻のジヨンとも口をきかなくなっていた。一人娘の死について、明らかに夫を責めるジヨン。
ある日、ジヨンはおしゃれをして出かけたが、ブラウスに血がついたまま突然帰宅する。しかし、そのことを説明しようとせず、ソンヨルは釈然としない時を過ごす。その後、暴力団関係者の殺人事件の捜査に駆り出されたソンヨルは、現場に妻の存在を示唆する痕跡を発見して愕然とする。妻が事件に関係していると思い込んだソンヨルは、妻を容疑者として特定されないよう、あらゆる手を尽くす。
そんな中、ジヨンの関与を知りながら金を要求する謎の男から連絡が入るが、ジヨンは何も語ろうとしないため、事態はさらに悪化する。

## キャスト
- キム・ソンヨル刑事 - チャ・スンウォン
- Yoo Ji-Yeon - ソン・ユナ

ソンヨルの妻
- Cho Gwang-Cheol - リュ・スンリョン

ジェカル（「ジャッカル」）と呼ばれる悪名高い暴力団No.2
- チェ刑事 - パク・ウォンサン（英語版）

ソンヨルの同僚
- Kyung-Ho - Oh Jung-se
- Seok-Joon - キム・イングォン（英語版）
- Young-Sook - Lee El
- ジヨンの母親 - Ye Soo-jung
- 少年 - Ham Sung-min

## 受賞歴
- 2010年 - 第18回春史大賞映画祭：最優秀脚本賞（ユン・ジェグ）